# Хартфорд (Арканзас)
Хартфорд (енгл. Hartford) град је у америчкој савезној држави Арканзас.

## Демографија
По попису из 2010. године број становника је 642, што је 130 (-16,8%) становника мање него 2000. године.
| Група             | 2000.       | 2010.       |
| Белци             | 718 (93,0%) | 603 (93,9%) |
| Афроамериканци    | 0 (0,0%)    | 4 (0,6%)    |
| Азијати           | 1 (0,1%)    | 6 (0,9%)    |
| Хиспаноамериканци | 19 (2,5%)   | 3 (0,5%)    |
| Укупно            | 772         | 642         |